# MCML
Media Center Markup Language，簡稱MCML，基於XML語言，是微軟所提出的Media Center Add-in技術，是一種類似HTML的語法，又整合大量的標籤，如Command、Model、Conent，可以產生動畫及其他多媒體，執行於Media Center Sandbox之中，可用來取代早期的Hosted HTML的技術。MCML可以結合C#語言。